# Þ
Þ oder þ (gesprochen: [θɔrn], Thorn isländisch [θ̠ɔrtn̥], dort im allgemeinen Sprachgebrauch Aussprache wie þoddn [θ̠ɔtn̥]) ist ein Buchstabe in den Alphabeten des Altenglischen und der altnordischen Sprache sowie im heutigen isländischen Alphabet. Auch in der Lateinumschrift der gotischen Sprache wird er meistens anstelle des „th“ verwendet, da er im gotischen Alphabet ebenfalls durch einen einzelnen Buchstaben repräsentiert wurde. Der Buchstabe entstand aus der Rune Thurisaz.
Der genaue Lautwert variiert je nach Schriftsystem. „Þ“ steht im Isländischen nur für einen stimmlosen dentalen Frikativ, so wie das heutige englische „th“ in bath [...θ]. Im Altenglischen hingegen stand es neben „Ð“ sowohl für [θ] als auch für den stimmhaften dentalen Frikativ [ð].

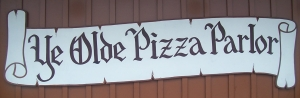
Beispiel für die Ersetzung des Thorns (Þ) durch den Buchstaben „Y“

Im Englischen wurde das þ ab dem 14. Jahrhundert immer häufiger durch den Digraphen „th“ ersetzt; gleichzeitig näherte sich die Form des Buchstabens immer weiter der des Buchstabens „Y“ an. Als Resultat wurde „Y“ (z. B. im Druckereiwesen) als Ersatz benutzt – die aus Kontinentaleuropa importierten Schriftsätze enthielten kein Thorn. In frühen Druckerzeugnissen finden sich daher Abkürzungen mit Ypsilon statt Thorn, zum Beispiel ye für the, yt für that. Dies spiegelt sich noch heute in alten oder pseudohistorischen Namen wider, zum Beispiel „ye olde“ (gesprochen „the old“) für viele Gaststätten (siehe Beispiel rechts).

## Beispiele
Der nordische Gott Thor wird im Isländischen Þór geschrieben. Bei den Wahlen zum isländischen Parlament Althing war Þ der Parteibuchstabe der isländischen Piratenpartei Píratar.

## Buchstabieren
Laut DIN 5009 ist beim Buchstabieren der Buchstabe mit dem speziellen Ansagewort „Island“ gefolgt von dem Ansagewort für „T“ laut der verwendeten Buchstabiertafel anzusagen, also „Island Tübingen“ bzw. „Island Tango“.

## Darstellung auf Computersystemen
| System 1                                          | System 1                                          | Majuskel (Þ) LATIN CAPITAL LETTER THORN | Minuskel (þ) LATIN SMALL LETTER THORN |
| ------------------------------------------------- | ------------------------------------------------- | --------------------------------------- | ------------------------------------- |
| Microsoft Windows                                 | CP 850 (TUI)                                      | Alt+232                                 | Alt+231 2                             |
| Microsoft Windows                                 | CP 1252 (GUI)                                     | Alt+02                                  | Alt+0254 2                            |
| macOS                                             | macOS                                             | Alt+0DE 5                               | Alt+0FE 5                             |
| Linux (mit neueren Versionen von X Window System) | Linux (mit neueren Versionen von X Window System) | Alt Gr+⇧Shift+P oder Compose, ⇧Shift+TH | Alt Gr+P oder Compose, T, H           |
| Neo                                               | Neo                                               | Mod3+↹, ⇧Shift+TH 3                     | Mod3+↹, T, H 3                        |
| Apache-OpenOffice-Varianten                       | Apache-OpenOffice-Varianten                       | —                                       | —                                     |
| Microsoft Word                                    | Tastenkombination                                 | —                                       | —                                     |
| Microsoft Word                                    | Unicodeeingabe                                    | D, E, Alt+C                             | F, E, Alt+C                           |
| Vim                                               | Digraph 4                                         | Strg+K, ⇧Shift+TH                       | Strg+K, t, h                          |
| Vim                                               | Unicodeeingabe                                    | Strg+V, U, 0, 0, D, E                   | Strg+V, U, 0, 0, F, E                 |
| Zeichenkodierung                                  |                                                   |                                         |                                       |
| Unicode                                           | Unicode                                           | U+00DE                                  | U+00FE                                |
| UTF-8                                             | UTF-8                                             | C3hex 9Ehex                             | C3hex BEhex                           |
| ISO 8859-1                                        | ISO 8859-1                                        | DEhex                                   | FEhex                                 |
| HTML-Entität                                      | HTML-Entität                                      | &THORN;                                 | &thorn;                               |
| XML/XHTML                                         | dezimal                                           | &#222;                                  | &#254;                                |
| XML/XHTML                                         | hexadezimal                                       | &#x00DE;                                | &#x00FE;                              |
| TeX/LaTeX                                         | Textmodus                                         | \TH                                     | \th                                   |
| TeX/LaTeX                                         | Mathem. Modus                                     | —                                       | —                                     |